# Paramallosia afghanica
Paramallosia afghanica – gatunek chrząszcza z rodziny kózkowatych i podrodziny zgrzypikowych. Jedyny przedstawiciel rodzaju Paramallosia.

## Zasięg występowania
Gatunek ten występuje w Azji Środkowej, notowany w Afganistanie oraz Turkmenistanie.